# دوغلاس ودروف هيلمان
دوغلاس ودروف هيلمان (بالإنجليزية: Douglas Woodruff Hillman)‏ هو قاضي ومحامي أمريكي، ولد في 15 فبراير 1922 في غراند رابيدز في الولايات المتحدة، وتوفي في 1 فبراير 2007 في مسكيغون في الولايات المتحدة.